# Tecla Enter

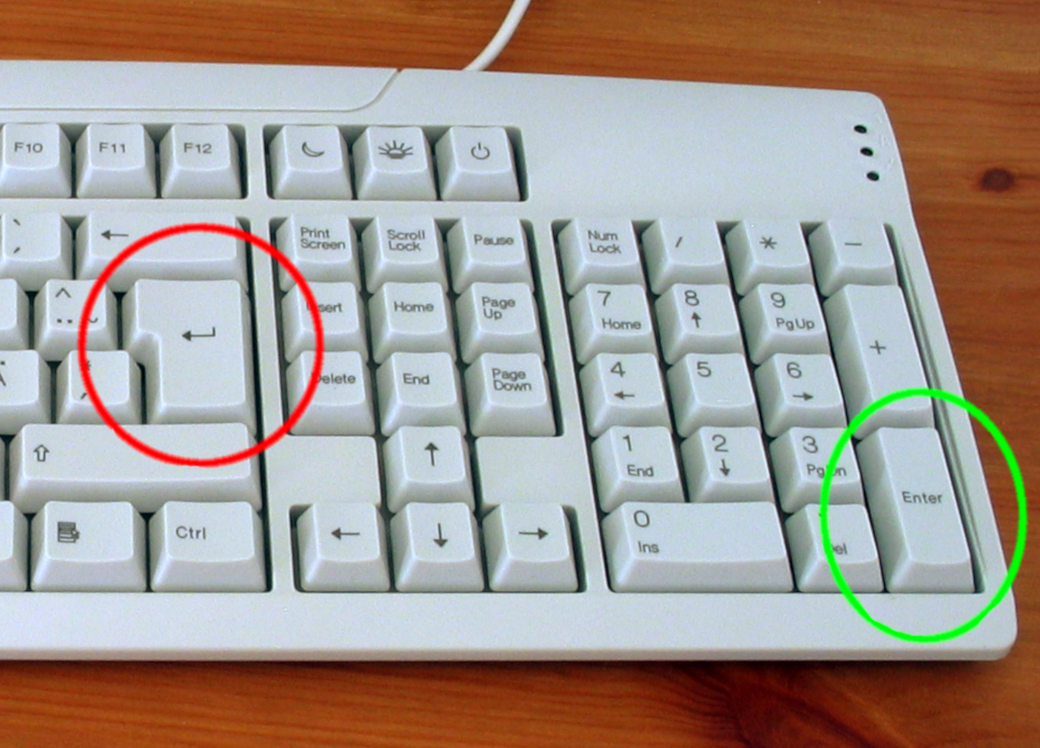
Tecla de retorn (cercle vermell) i tecla Enter (cercle verd) a un teclat d'ordinador.

 Als teclats d'ordinador, la tecla Enter o Entrada (o tecla de retorn o tecla de validació) en la majoria de casos acciona una línia de comandament, finestra del sistema operatiu o quadre de diàleg perquè tingui lloc la seva funció per defecte, que normalment és d'engegar el procés desitjat o simplement de validar.